# Septimontium

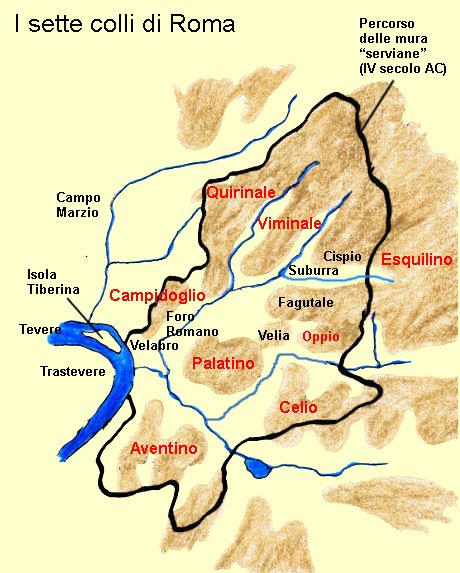
Mapa de las colinas de Roma donde se celebraban el Septimontium.

La palabra latina Septimontium (es decir, «siete montes o colinas») fue utilizada por los antiguos romanos para celebrar una fiesta religiosa en las siete colinas que, como Varrón nos recuerda, también es un concepto territorial relacionado con la ciudad de Roma.

## Historia
El escritor latino Sexto Pompeyo Festo, habla de una fiesta que se celebraba el 11 de enero (el 11 de diciembre con el calendario actual). Parece haber sido creada por el rey Numa Pompilio y consistía en una procesión a lo largo de las siete colinas originales (de ahí el nombre septimontium) celebrando sacrificios en los sitios de las 27 tumbas de los Argei (que se encontraban en los cerros), que según la tradición eran los príncipes heroicos griegos que llegaron al Lacio después de Hércules, provenientes de Sicilia y de Liguria y que se había en estas colinas. 
El hecho de que la fiesta estaba reservada originalmente para las personas de origen latino que habitaba en esos lugares, parece confirmar que era un festival muy antiguo tal vez incluso anterior a Numa Pompilio, y correspondería a la primera expansión del centro urbano desde el Palatino a las otras colinas. Parece que sólo a partir del rey Servio Tulio, la celebración se extendería a la gente de origen sabino, habitantes del Quirinal.
Sacrificaban siete animales ,siete veces, en siete lugares diferentes dentro de las murallas de la ciudad, cerca de las siete colinas. Ese día los emperadores eran muy liberales con el pueblo. 
El Septimontium equivaldría a las celebraciones de la federación a la que estaban unidas las diversas aldeas situadas en las colinas romanas.
Durante el septimontium, en el período republicano, los romanos no podían utilizar carros tirados por caballos. En la época imperial se perdió el sentido de la fiesta, que llegó a hacerse común en toda la ciudad.